# Nature Photonics
Nature Photonics is een internationaal, aan collegiale toetsing onderworpen wetenschappelijk tijdschrift op het gebied van de natuurkunde.
Het wordt uitgegeven door Nature Publishing Group en verschijnt maandelijks.
Het eerste nummer verscheen in 2007. Het wordt beschouwd als het hoogst aangeschreven tijdschrift binnen het gebied fotonica.